# Dídac Lee i Hsing
Dídac Lee i Hsing (Figueres, 15 de gener de 1974) és un empresari català. Va estudiar al Bell-lloc del Pla, de Girona. És conseller delegat d'Inspirit i directiu del Futbol Club Barcelona (Àrea Noves Tecnologies).

## Honors
- 2007: Premi Ferrer Salat a l'Empresari de Futur, per Foment del Treball.[3]
- 2010: Escollit per IESE com un dels 20 empresaris de 40 anys més influents del país.[4]
- 2012: Emprenedor de l'Any concedit per Ideateca.[5]
- 2013: Millor Mentor Europeu, concedit per Founder Institute.[6]